# Sea of Thieves
Sea of Thieves is een computerspel ontwikkeld door Rare Ltd. en uitgegeven door Microsoft Studios voor Windows en de Xbox One. Het actie-avonturenspel is uitgekomen op 20 maart 2018. De versie voor de Xbox Series X/S verscheen op 13 maart 2024. Een versie voor de PlayStation 5 verscheen op 30 april 2024.

## Spel
In het spel verkennen spelers een open wereld via een piratenschip. Doordat andere spelers ook op een schip varen, en hun positie wordt gedeeld via het internet, kan men andere piraten tegenkomen in het spel. Zo wordt het mogelijk om samen te werken, of om het tegen elkaar op te nemen. Volg de kaart en ga met vrienden of andere piraten op zoek naar de schatten en vecht met zeemonsters zoals de kraken of de Megalodon. 

## Ontvangst
| Recensiescore       | Recensiescore                          |
| Recensieverzamelaar | Score                                  |
| ------------------- | -------------------------------------- |
| Metacritic          | 67/100 (PC) 69/100 (XOne) 83/100 (PS5) |
| Publicist           | Score                                  |
| Destructoid         | 6,5/10                                 |
| Eurogamer           | Aanbevolen                             |
| Game Informer       | 7/10                                   |
| GamesRadar+         | 3,5/5                                  |
| IGN                 | 8/10 (2020)                            |
| PC Gamer            | 72/100                                 |
| Polygon             | 6,5/10                                 |

Sea of Thieves ontving gemengde recensies. Critici prezen het potentieel van de spelopzet, maar gaven aan dat er content ontbrak. Verder prees men de graphics, het multiplayergedeelte en de realistische natuurkundige elementen. Kritiek was er op de gameplay, de repetitieve opdrachten en weinig interessante dingen die men kon doen in de spelwereld.
Op Metacritic, een recensieverzamelaar, heeft het spel een score van 67% voor de pc en 69% voor de Xbox One-versie. 